# Axel Fagerholm
Sven Axel Fagerholm (i riksdagen kallad Fagerholm i Vallnäs), född 21 augusti 1844 i Vimmerby stadsförsamling, Kalmar län, död 5 april 1930 i Hässleby församling, Jönköpings län, var en svensk godsägare och politiker.
Fagerholm var ledamot av riksdagens första kammare 1892 (urtima)–1901 för Jönköpings län. Han tillhörde Protektionistiska partiet.